# استیون کوک (بازیکن فوتبال)
استیون کوک (انگلیسی: Stephen Cooke؛ زادهٔ ۱۵ فوریهٔ ۱۹۸۳) بازیکن فوتبال اهل بریتانیا است.
از باشگاه‌هایی که در آن بازی کرده‌است می‌توان به باشگاه فوتبال پلسال ویلا، باشگاه فوتبال تورکی یونایتد، باشگاه فوتبال ویموث، باشگاه فوتبال استون ویلا، باشگاه فوتبال ای‌اف‌سی بورنموث، و باشگاه فوتبال وایکام واندررز اشاره کرد.